# Menippe nodifrons
Menippe nodifrons is een krabbensoort uit de familie van de Menippidae. De wetenschappelijke naam van de soort is voor het eerst geldig gepubliceerd in 1859 door Stimpson.